# Polinomio

Gráfica de una función polinomica de grado 7 en una variable.

En matemáticas, polinomio (del latín: polynomium, y este del griego: πολυς, polys, ‘muchos’ y νόμος, nómos, ‘regla’, ‘prescripción’, ‘distribución’) es una expresión algebraica formada por la suma de varios monomios o términos, cada uno de los cuales es el producto de:
- un coeficiente constante y de valor conocido.
- una o varias variables o indeterminadas, no necesariamente distintas entre sí (denotadas generalmente como "x", "y",..., o bien {\displaystyle x_{1},x_{2},...}), llamadas así porque su valor no está prefijado de antemano.

En cada término, cada variable puede aparecer más de una vez; en tal caso se representa por medio de una potencia, como en {\displaystyle x^{3}=x\cdot x\cdot x}. Cada uno de los términos del polinomio tiene asociado un número natural llamado grado, igual a la suma de los exponentes de sus variables (p.e. el monomio {\displaystyle 5xy^{2}} tiene grado 3). Se llama grado del polinomio al mayor de los grados de sus términos.
Es frecuente el término polinómico (ocasionalmente también el anglicismo polinomial), como adjetivo, para designar cantidades que se pueden expresar como polinomios de algún parámetro, como por ejemplo: tiempo polinómico, etc. Algunos autores diferencian entre polinomio propiamente dicho (un elemento de anillo de polinomios asociado un cuerpo o anillo más simple) y función polinómica, una función definida sobre un cuerpo (usualmente los reales o los complejos), cuya forma funcional puede expresarse unívocamente mediante un polinomio (en el sentido previamente mencionado).
Los polinomios son objetos muy utilizados en matemáticas y en ciencias. En la práctica, son utilizados en cálculo y análisis matemático para aproximar cualquier función derivable; las ecuaciones polinómicas y las funciones polinómicas tienen aplicaciones en una gran variedad de problemas, desde la matemática elemental y el álgebra hasta áreas como la física, química, economía y las ciencias sociales.
En álgebra abstracta, los polinomios son utilizados para construir los anillos de polinomios, un concepto central en teoría de números algebraicos y geometría algebraica.

## Definición algebraica
Los polinomios están constituidos por un conjunto finito de variables y constantes (llamadas coeficientes), con las operaciones aritméticas de suma, resta y multiplicación, así como también exponentes enteros positivos. Pueden ser de una o de varias variables.

### Polinomios de una variable
Para {\displaystyle a_{0},\;\ldots ,\;a_{n}} constantes en algún anillo A (en particular podemos tomar un cuerpo, como {\displaystyle \mathbb {R} } o {\displaystyle \mathbb {C} }, en cuyo caso los coeficientes del polinomio serán números) con an distinto de cero y {\displaystyle n\in \mathbb {N} }, entonces un polinomio {\displaystyle P_{}^{}} de grado n en la variable x es un objeto de la forma:

{\displaystyle P(x)_{}^{}=} {\displaystyle a_{n}x^{n}+a_{n-1}x^{n-1}+\cdots +a_{1}x^{1}+a_{0}x^{0}.}

Un polinomio {\displaystyle P(x)\in K[x]} no es más que una sucesión matemática finita {\displaystyle \left\{{a_{n}}\right\}_{n}} tal que {\displaystyle a_{n}\in K}. También puede considerarse una sucesión infinita {\displaystyle \{a_{n}\}_{n=1}^{\infty }}  entendiendo que a partir de un cierto término {\displaystyle n_{0}\in \mathbb {N} }
podemos considerar {\displaystyle a_{n}=0} para cada {\displaystyle n\geq n_{0}}.
Representado como:
{\displaystyle P(x)_{}^{}=a_{0}+a_{1}x+a_{2}x^{2}+...+a_{n}x^{n}}
el polinomio se puede escribir más concisamente usando sumatorios como:

{\displaystyle P(x)=\sum _{i=0}^{n}a_{i}x^{i}.}

Las constantes a0, …, an se llaman los coeficientes del polinomio. A a0 se le llama el coeficiente constante (o término independiente) y a an, el coeficiente principal (o coeficiente director). Cuando el coeficiente principal es 1, al polinomio se le llama mónico o normalizado.

### Polinomios de varias variables
Como ejemplo de polinomios de dos variables, desarrollando los binomios:

(2){\displaystyle {\begin{cases}(x+y)^{2}=x^{2}+2xy+y^{2}\\(x+y)^{3}=x^{3}+3x^{2}y+3xy^{2}+y^{3}\\(x+y)^{4}=x^{4}+4x^{3}y+6x^{2}y^{2}+4xy^{3}+y^{4}\end{cases}}}

Estos polinomios son mónicos, homogéneos, simétricos y sus coeficientes son coeficientes binomiales.
Para obtener la expansión de las potencias de una resta (véase productos notables), basta con tomar -y en lugar de y en el caso anterior. La expresión (2) queda de la siguiente forma:
{\displaystyle (x-y)^{2}=x^{2}-2xy+y^{2}\,}
Los polinomios de varias variables, a diferencia de los de una variable, tienen en total más de una variable. Por ejemplo los monomios:
{\displaystyle 5xy,3xz^{2},4xy^{2}z,\dots }
En detalle el último de ellos {\displaystyle 4xy_{}^{2}z} es un monomio de tres variables (ya que en él aparecen las tres letras x, y y z), el coeficiente es 4, y los exponentes son 1, 2 y 1 de x, y y z respectivamente.

### Grado de un polinomio
Se define el grado de un monomio como la suma de los  exponentes de las variables que la componen. El grado de un polinomio es el del monomio de mayor grado, y se denota por {\displaystyle {\text{gr}}(p)}.
Ejemplos
P(x) = 2, polinomio de grado cero (el polinomio solo consta del término independiente).
P(x) = 3x + 2, polinomio de grado uno.
P(x) = 3x² + 2x, polinomio de grado dos.
P(x) = 2x3+ 3x + 2, polinomio de grado tres.
P(x) = 4x4+ 4x + 2, polinomio de grado cuatro.
P(x) = 2x5+ 3x + 1, polinomio de grado cinco.
Convencionalmente se define el grado del polinomio nulo como {\displaystyle \scriptstyle -\infty }.
En particular los números son polinomios de grado cero.

### Polinomio nulo o cero
Es el polinomio que tiene todos sus coeficientes cero y 0, por convención a este polinomio se le asigna grado igual a {\displaystyle \scriptstyle -\infty } (la justificación es que si {\displaystyle p(x)} y {\displaystyle q(x)} son polinomios con coeficientes en un dominio de integridad, se tiene que {\displaystyle {\text{gr}}(p(x)\cdot q(x))={\text{gr}}\ p(x)+{\text{gr}}\ q(x)}, pero como la multiplicación por el polinomio cero siempre da cero, la única manera consistente de extender el grado al polinomio cero es esa). 
El polinomio cero actúa de elemento neutro aditivo del anillo de polinomios: {\displaystyle p(x)+0=0+p(x)=p(x)}, para cualquier {\displaystyle p(x)}.

### Polinomio de grado cero
Es aquel que no lleva la indeterminada. Son los elementos no nulos de conjuntos numéricos correspondientes. Si {\displaystyle \mathbb {A} [X]} es el anillo de polinomios asociado al anillo simple {\displaystyle \mathbb {A} }, el conjunto de polinomios de grado cero es isomorfo al anillo simple a partir del cual se forman los polinomios:

{\displaystyle {\mathcal {P}}_{0}(\mathbb {A} [X])=\{p\in \mathbb {A} [X]|{\text{gr}}\ p=0\}\equiv \mathbb {A} }

## Operaciones con polinomios
Los polinomios se pueden sumar y restar agrupando los términos y simplificando los términos semejantes. Para multiplicar polinomios se multiplica cada término de un polinomio por cada uno de los términos del otro polinomio y luego se simplifican los términos semejantes.
Ejemplo
Sean los polinomios: {\displaystyle P(x)=(2x_{}^{3}+4x+1)} y {\displaystyle Q(x)_{}^{}=(5x^{2}+3)}, entonces el producto es:
{\displaystyle P(x)Q(x)_{}^{}=} {\displaystyle (2x_{}^{3}+4x+1)(5x^{2}+3)=} {\displaystyle (2x_{}^{3}+4x+1)(5x^{2})+(2x^{3}+4x+1)(3)=} {\displaystyle (10x_{}^{5}+20x^{3}+5x^{2})+(6x^{3}+12x+3)=} {\displaystyle 10x_{}^{5}+26x^{3}+5x^{2}+12x+3}
Para poder realizar eficazmente la multiplicación de polinomios, se tiene que ordenar cada polinomio de forma decreciente según el grado de sus términos. Una fórmula analítica que expresa el producto de dos polinomios es la siguiente:

{\displaystyle P(x)Q(x)_{}^{}=} {\displaystyle \left(\sum _{i=0}^{m}a_{i}x^{i}\right)\left(\sum _{j=0}^{n}b_{j}x^{j}\right)=} {\displaystyle \sum _{k=0}^{m+n}\left(\sum _{p=0}^{k}a_{p}b_{k-p}\right)x^{k}}

Aplicando esta fórmula al ejemplo anterior se tiene:

{\displaystyle P(x)Q(x)_{}^{}=} {\displaystyle (2x_{}^{3}+4x+1)(5x^{2}+3)=} {\displaystyle (1\cdot 3)x_{}^{0}+(4\cdot 3)x^{1}+(1\cdot 5)x^{2}+(4\cdot 5+2\cdot 3)x^{3}+(0)x^{4}+(5\cdot 2)x^{5}=} {\displaystyle 10x_{}^{5}+26x^{3}+5x^{2}+12x+3}

Puede comprobarse que para polinomios no nulos se satisface la siguiente relación entre el grado de los polinomios {\displaystyle \scriptstyle P(X)} y {\displaystyle \scriptstyle Q(X)} y el polinomio producto {\displaystyle \scriptstyle P(X)Q(X)}:

(*){\displaystyle {\mbox{gr}}(P(x)Q(x))={\mbox{gr}}(P(x))+{\mbox{gr}}(Q(x))\,}

Puesto que el producto de cualquier polinomio por el polinomio nulo es el propio polinomio nulo, se define convencionalmente que {\displaystyle \scriptstyle {\mbox{gr}}(0)=-\infty } (junto con la operación {\displaystyle \forall p:-\infty +p=-\infty }) por lo que la expresión puede extenderse también al caso de que alguno de los polinomios sea nulo.

## Funciones polinómicas
Una función polinómica es una función matemática expresada mediante un polinomio. Dado un polinomio P[x] se puede definir una función polinómica asociada al polinomio dado substituyendo la variable x por un elemento del anillo:

{\displaystyle f_{P}:A\to A,\qquad \qquad a\in A\mapsto f_{P}(a)=a_{n}a^{n}+a_{n-1}a^{n-1}+\dots +a_{1}a+a_{0}\in A}

Las funciones polinómicas reales son funciones suaves, es decir, son infinitamente diferenciables (tienen derivadas de todos los órdenes). Debido a su estructura simple, las funciones polinómicas son muy sencillas de evaluar numéricamente, y se usan ampliamente en análisis numérico para interpolación polinómica o para integrar numéricamente funciones más complejas. Una manera muy eficiente para evaluar polinomios es la utilización de la regla de Horner.
En álgebra lineal el polinomio característico de una matriz cuadrada codifica muchas propiedades importantes de la matriz. En teoría de los grafos el polinomio cromático de un grafo codifica las distintas maneras de colorear los vértices del grafo usando x colores.
Con el desarrollo de la computadora, los polinomios han sido remplazados por funciones spline en muchas áreas del análisis numérico. Las splines se definen a partir de polinomios y tienen mayor flexibilidad que los polinomios ordinarios cuando definen funciones simples y suaves. Estas son usadas en la interpolación spline y en gráficos por computadora.

### Ejemplos de funciones polinómicas
Note que las gráficas representan a las funciones polinómicas y no a los polinomios en sí, pues un polinomio solo es la suma de varios monomios.
|  |  |
|  |  |

La función
{\displaystyle f(x)=13x^{4}-7x^{3}+{\begin{matrix}{\frac {2}{3}}\end{matrix}}x^{2}-5x+3}

es un ejemplo de función polinómica de cuarto grado, con coeficiente principal 13 y una constante de 3.

## Valor numérico de un polinomio
Valor de un polinomio {\displaystyle P(x)} para {\displaystyle x=a} es el resultado de sustituir la indeterminada por {\displaystyle a} y hacer las operaciones indicadas obteniendo {\displaystyle P(a)}.
Por ejemplo, dado {\displaystyle P(x)=x^{4}+2x^{3}-7x^{2}-8x+12} su valor para {\displaystyle x=3} será:
{\displaystyle P(3)=3^{4}+2\cdot 3^{3}-7\cdot 3^{2}-8\cdot 3+12}
{\displaystyle P(3)=60}
Ese valor coincide con el resto de la división entre {\displaystyle P(x)} y {\displaystyle (x-3)} -teorema del resto-. 
El valor {\displaystyle a} para el que {\displaystyle P(x)=0}, es decir que anula el polinomio, es una raíz del mismo, cumpliéndose entonces que {\displaystyle (x-a)} es un factor de {\displaystyle P(x)} -teorema del factor-.
Así, en el ejemplo propuesto tenemos que 2 es una raíz de {\displaystyle P(x)} porque {\displaystyle P(2)=0}, deduciéndose inmediatamente:
1. La división entre {\displaystyle P(x)} y {\displaystyle (x-2)} es exacta.
2. El binomio {\displaystyle (x-2)} es un factor de {\displaystyle P(x)}.

## Factorización de polinomios
En un anillo conmutativo {\displaystyle \scriptstyle A} una condición necesaria para que un binomio sea un factor de un polinomio de grado n > 1, es que el término independiente del polinomio sea divisible por la raíz del monomio:
{\displaystyle P_{n}^{}(x)=} {\displaystyle a_{n}x^{n}+\dots +a_{1}x+a_{0}=(x-\alpha )Q_{n-1}(x)}
necesariamente {\displaystyle \alpha _{}^{}} divide a {\displaystyle a_{0}^{}.}
En caso de que el polinomio no tenga término independiente se sacará la incógnita como factor común y ya está factorizado. También se puede factorizar usando las igualdades notables.
Un polinomio factoriza dependiendo del anillo sobre el cual se considere la factorización, por ejemplo el binomio {\displaystyle X_{}^{2}-2} no factoriza sobre {\displaystyle \scriptstyle \mathbb {Q} } pero sí factoriza sobre {\displaystyle \scriptstyle \mathbb {R} }:

{\displaystyle x^{2}-2=(x+{\sqrt {2}})(x-{\sqrt {2}})}

Por otra parte {\displaystyle X_{}^{2}+2} no factoriza ni sobre {\displaystyle \scriptstyle \mathbb {Q} }, ni tampoco sobre {\displaystyle \scriptstyle \mathbb {R} } aunque factoriza sobre {\displaystyle \scriptstyle \scriptstyle \mathbb {C} }:

{\displaystyle x^{2}+2=(x+i{\sqrt {2}})(x-i{\sqrt {2}})}

Un cuerpo en el que todo polinomio no constante se factoriza en monomios es un cuerpo algebraicamente cerrado.

## Historia

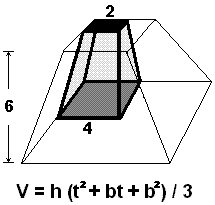
Volumen de una pirámide truncada.

La resolución de ecuaciones algebraicas, o la determinación de las raíces de polinomios, está entre los problemas más antiguos de la matemática. Sin embargo, la elegante y práctica notación que utilizamos actualmente se desarrolló a partir del siglo XV.
En el problema 14º del papiro de Moscú (ca. 1890 a. C.) se pide calcular el volumen de un tronco de pirámide cuadrangular. El escriba expone los pasos: eleva al cuadrado 2 y 4, multiplica 2 por 4, suma los anteriores resultados y multiplícalo por un tercio de 6 (h); finaliza diciendo: «ves, es 56, lo has calculado correctamente». En notación algebraica actual sería: V = h (t² + b² + tb) / 3, un polinomio de cuatro variables (V, h, t, b) que, conociendo tres, permite obtener la cuarta variable.
Algunos polinomios, como P(x) = x² + 1, no tienen ninguna raíz que sea número real. Sin embargo, si el conjunto de las raíces posibles se extiende a los números complejos, todo polinomio (no constante) tiene una raíz: ese es el enunciado del teorema fundamental del álgebra.
Hay una diferencia entre la aproximación de raíces y el descubrimiento de fórmulas concretas para ellas. Se conocen fórmulas de polinomios de hasta cuarto grado desde el siglo XVI (ver ecuación cuadrática, Gerolamo Cardano, Niccolò Fontana Tartaglia). Pero, las fórmulas para polinomios de quinto grado fueron irresolubles para los investigadores durante mucho tiempo. En 1824, Niels Henrik Abel demostró que no puede haber fórmulas generales para los polinomios de quinto grado o mayores (ver el teorema de Abel-Ruffini). Este resultado marcó el comienzo de la teoría de Galois que se ocupa del estudio detallado de las relaciones existentes entre las raíces de los polinomios.
La máquina diferencial de Charles Babbage fue diseñada para crear automáticamente tablas de valores de funciones logarítmicas y diferenciales, evaluando aproximaciones polinómicas en muchos puntos, usando el método de las diferencias de Newton.

## Proposiciones sobre factores
Se sabe que la función g(x) = a0xn + a1xn-1+...+an
en la cual n es un número entero positivo se denomina polinomio o función racional entera de x; n es el grado del polinomio; los coeficientes a0, a1,..., an son en este caso números reales o complejos, la variable independiente x puede tomar tanto valores reales o complejos. El valor de la variable x para el cual la el valor de la  función g es igual 0, se llama  raíz del polinomio.

### Teorema de Bezout
El resto de la división de g(x) entre x-a es igual a g(a)
Corolario
Si g(a)=0, entonces a es una raíz del polinomio.
Ejemplo: sea g(x) = x4 -5x3 + 5x2-1; como g(1) = 0,( 1 es una raíz de g.)

### Teorema fundamental del álgebra
Toda función racional entera g(x) tiene al menos una raíz real o compleja

### Teorema de los factores lineales
Todo polinomio de grado n, g(x) = a0xn + a1xn-1+...+an, se puede expresar como el producto de n factores lineales x-ri y por el coeficiente a0 para i=1,2,...,n.